# Tember Blanche
Tember Blanche è un duo musicale ucraino formato nel 2020 da Oleksandra Hanapol's'ka e dal chitarrista Vladyslav Lahoda.

## Storia del gruppo
Il nome del duo è composto da due parole; la prima parola Tember fa parte della parola inglese september (settembre), il mese in cui la coppia ha iniziato a frequentarsi; la seconda parola, Blanche, in onore della birra Blanche, la bevanda preferita del duo; dal francese blanche significa bianco, quindi il nome della band può essere interpretato come «Bianco settembre».
Il singolo di debutto del duetto Chovanky è stato pubblicato il 13 ottobre 2020 e parla di un periodo di crisi esistenziale. Quando una persona pensa a chi è e perché è venuto in questo mondo. In cattività di pensieri ossessivi, è accompagnata da un senso di colpa per non aver realizzato lo scopo della sua vita - così viene descritta la canzone nel profilo della band su Bandcamp.
Successivamente, il duo ha pubblicato i brani Jak den' posune nič (una moderna interpretazione del famoso canto natalizio Ščedryk), Proloh e U svit bez prymar.
Il 24 settembre 2021, Tember Blanche ha pubblicato il quinto brano, Večornyci, che è diventato molto popolare. Con questa canzone, il duo ha goduto di successo commerciale sulle piattaforme digitali in Ucraina.
Il 26 novembre 2021 è stato pubblicato l'album di debutto della band intitolato Tut nema nikoho, okrim nas. L'11 dicembre 2021 si è svolto a Kiev il primo concerto da solista del duo. I membri della band Vladyslav Lahoda e Oleksandra Hanapol's'ka sono passati dalle esibizioni in piazza Kontraktova a un concerto tutto esaurito in pochi giorni. Il 17 dicembre 2021, Tember Blanche, in collaborazione con il gruppo rap Kalush, ha pubblicato il singolo Kalus'ki večornyci, un remake hip-hop della versione originale di Večornyci.
Il 1º aprile 2022, il duo ha pubblicato la canzone Nenarodženym a sostegno degli ucraini che hanno sofferto a causa dell'invasione russa dell'Ucraina del 2022. Alla fine dell'anno, Tember Blanche ha preso parte a Vidbir per tentare di partecipare all'Eurovision Song Contest 2023. Il 17 dicembre si sono esibiti in finale con il brano Ja vdoma, conquistando il nono posto in classifica.

## Discografia

### Album in studio
- 2021 – Tut nema hikoho, okrim nas
- 2023 – Ty lyš ljudyna

### EP
- 2024 – Spokij (con Maks Ptašnik)

### Singoli
- 2020 – Chovanky
- 2020 – Jak den' posune nič
- 2021 – Proloh
- 2021 – U svit bez prymar
- 2021 – Večornyci
- 2022 – O dev"jatij
- 2022 – Ty žyvyj
- 2022 – Nenarodženym
- 2022 – Pro Kyïv
- 2022 – Ja vdoma
- 2022 – Pizno
- 2023 – Chorošyj chlopec'
- 2023 – Ja tebe ne čuju (con To Eternity)
- 2023 – Pinhvin
- 2024 – V odnij kimnati (con Maks Ptašnik)
- 2024 – Telepat (con The Budchuk)
- 2024 – Metamorfosin' (con Adm:t)
- 2024 – Zapytaj u sercja
- 2024 – Krasivyyj
- 2024 – Tak ljubljat' lyš raz
- 2024 – Doteper i nazavždy (con gli Ziferblat)
- 2025 – Stres (I Guess)

### Collaborazioni
- 2021 – Kalus'ki večornyci (Kalush feat. Tember Blanche)